# Володимирецька волость
Володимирецька волость — адміністративно-територіальна одиниця Луцького повіту Волинської губернії Російської імперії. Волосний центр — містечко Володимирець.
Станом на 1885 рік складалася з 20 поселень, 14 сільських громад. Населення — 6856 осіб (3461 чоловічої статі та 3395 — жіночої), 557 дворових господарств.
|                     | Площа, десятин | У тому числі орної, дес. |
| ------------------- | -------------- | ------------------------ |
| Сільських громад    | 11086          | 5633                     |
| Приватної власності | 7494           | 1125                     |
| Казенної власності  | 5968           | 55                       |
| Іншої власності     | 216            | 115                      |
| Загалом             | 24764          | 6928                     |

Основні поселення волості:
- Володимирець — колишнє власницьке містечко за 120 верст від повітового міста, 560 осіб, 67 дворів, православна церква, костел, школа, вітряний млин, винокурний завод.
- Великий Жолудськ — колишнє власницьке село, 390 осіб, 49 дворів, православна церква.
- Довговоля — колишнє власницьке село, 500 осіб, 50 дворів, паровий млин.
- Каноничі — колишнє власницьке село, 417 осіб, 40 дворів, винокурний завод.
- Острівці — колишнє власницьке село, 126 осіб, 18 дворів, православна церква.

## У складі Польщі
Після окупації поляками Волині волость називали ґміна Влодзімєжец і включили до Сарненського повіту Поліського воєводства Польської республіки. Центром ґміни було містечко Володимирець.
Розпорядженням Міністра внутрішніх справ Польщі 23 березня 1928 р. з ліквідованої ґміни Березьніца до ґміни Влодзімєжец передані населені пункти — села: Ґурна, Мости, Степангород і Степангородська-Гута, колонії: Карчівка, Крушини і Гострий Ріг, селища: Цецилівка і Спалюха та фільварок: Крушини, натомість передано село Любахи від ґміни Влодзімєжец до ґміни Рафалувка.
16 грудня 1930 ґміна у складі повіту була передана до Волинського воєводства.
Польською окупаційною владою на території ґміни велася державна програма будівництва польських колоній і заселення поляками. На 1936 рік ґміна складалася з 30 громад:
1. Андруга — село: Андруга та гаївка: Залужжя;
2. Березина — колонії: Березина, Чайків і Крушини;
3. Хиночі — село: Хиночі, залізнична станція: Хиночі, колонія: Мошкова-Долина та хутори: Висове і Цехоль;
4. Довговоля — село: Довговоля, військове селище: Довговоля та маєток: Довговоля;
5. Добринь — колонія: Добринь та залізнична станція: Добринь-Мости;
6. Дубівка — село: Дубівка, маєток: Дубівка та хутір: Косинь;
7. Гірне — колонія: Гірне;
8. Гута — колонія: Гута та маєток: Гута;
9. Янівка — колонія: Янівка та гаївка: Янівка;
10. Озеро — село: Озеро та колонія: Діброва;
11. Каноничі — село: Каноничі та залізнична станція: Станищі;
12. Липне — село: Липне, військове селище: Липне та маєток: Липне;
13. Луко — село: Луко;
14. Луписуки — село: Луписуки;
15. Мости — колонія: Мости;
16. Новаки — село: Новаки та маєток: Новаки;
17. Осовик — колонія: Осовик;
18. Острівці — село: Острівці та гаївка: Осот;
19. Печінки — село: Печінки;
20. Половлі — село: Половлі;
21. Парода — колонія: Парода;
22. Прірва — колонії: Прірва і Хоровці та гаївка: Немерець;
23. Радижеве — село: Радижеве;
24. Стахівка — колонії: Стахівка і Корчимка та маєток: Корчимка;
25. Степангород — село: Степангород, маєток: Степангород та хутори: Гострий-Ріг і Хочеве;
26. Володимирець — містечко: Володимирець;
27. Володимирець — село: Володимирець, колонії: Бурки, Уланівка й Охримівка, хутори: Дубина і Підлипенне, селище: Гора, гаївки: Межишляхи і Писарівка та залізнична станція: Володимирець;
28. Воронки — село: Воронки, маєток: Воронки та хутори: Дебрі, Кишечки, Колядки і Пічки;
29. Зелениця — село: Зелениця та маєток: Зелениця;
30. Жовкині — село: Жовкині.

17 січня 1940 р. ґміну ліквідували через утворення Володимирецького району.